# Cyaniris cinctula
Cyaniris cinctula är en fjärilsart som beskrevs av Grose-smith 1895. Cyaniris cinctula ingår i släktet Cyaniris och familjen juvelvingar. Inga underarter finns listade i Catalogue of Life.